# 前角鲀
紅尾前角單棘鲀，又稱前角魨，俗名黑帶砲彈、黑帶皮剝魨，为輻鰭魚綱魨形目單棘魨科的一種。

## 分布
本魚分布于印度太平洋區，包括東非、南非、模里西斯、紅海、馬爾地夫、塞席爾群島、留尼旺、斯里蘭卡、印度、泰國、越南、日本、中國、台灣、菲律賓、印尼、澳洲、新幾內亞、索羅門群島、關島、聖誕島、馬紹爾群島、帛琉、薩摩亞群島、斐濟、新喀里多尼亞、東加、萬那杜等海域。

## 深度
水深1至20公尺。

## 特徵
本魚體側扁，略呈橢圓形；吻部略突出。第一背鰭棘特化呈強棘，表皮粗糙無鱗片。頭部藍黑，魚體後半部為黃綠色，特徵是圓形的尾鰭為鮮豔的黃、橘、紫、綠等漸層色，背鰭硬棘1至2枚；背鰭軟條29至34枚；臀鰭軟條26至30枚，體長可達13公分。

## 生態
本魚常出現在水流平緩的內灣或向海的礁面，喜棲息於珊瑚繁茂的地區，性情溫和，屬肉食性，以小型底棲動物為食。

## 經濟利用
為色彩鮮豔的觀賞魚。